# 江淮分水岭
江淮分水岭，又称江淮丘陵，为秦岭、大别山向东的延伸部分长江与淮河的分水岭。地处安徽省中部（安徽省境内的部分又称皖中丘陵），面积约2万平方公里，海拔在100-300米之间，包括霍邱、寿县、肥东、肥西、长丰、定远、凤阳、滁州、天长、全椒、来安、巢湖等县市，是古代吴楚相连之地。该地区土壤不肥沃，传统农业在分水岭上前景不容乐观。但分水岭地区水源洁净、水量丰富，降雨是从这里往长江或淮河“分流”，岭上没有大工业，无污染。尤其是人均坡地多，６度以上的坡地人均近一亩。是建立无公害基地、发展林业、种草养畜都是绝佳境地。